# SN 2004gi
SN 2004gi – supernowa typu Ia odkryta 17 listopada 2004 roku w galaktyce M-05-25-32. W momencie odkrycia miała maksymalną jasność 14,90m.